# Hierodula rajah
Hierodula rajah es una especie de mantis de la familia Mantidae.

## Distribución geográfica
Se encuentra en Molucas.